# دوگ فورد
دوگ فورد (انگلیسی: Doug Ford (golfer)؛ زادهٔ ۶ اوت ۱۹۲۲) یک گلف‌باز است.